# Valquíria (Marvel Comics)

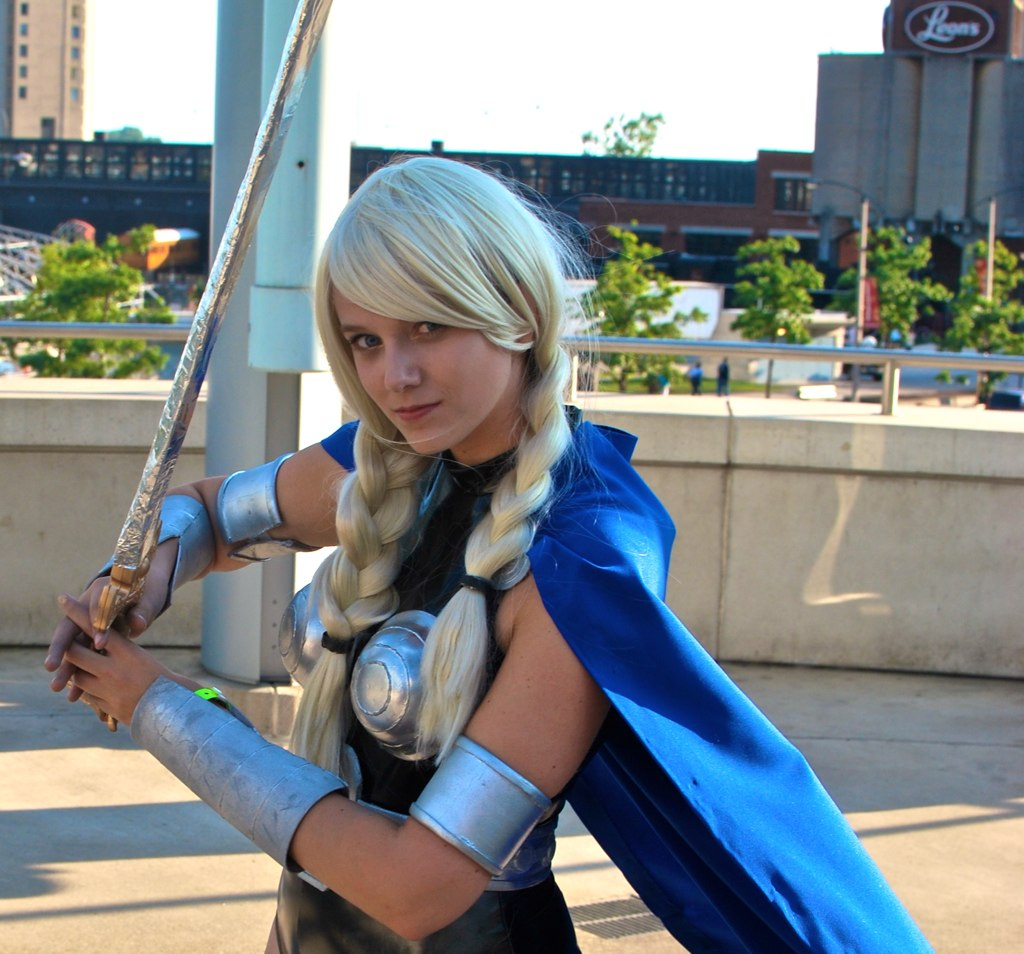
Um cosplay da personagem Valquíria

Valquíria (em inglês:  Valkyrie) é uma personagem fictícia que aparece em quadrinhos americanos publicados pela Marvel Comics. A personagem foi criada por Roy Thomas e John Buscema, que basearam-se na figura da Mitológica Nórdica Brynhildr. A personagem apareceu pela primeira vez em The Avengers # 83 (dezembro de 1970) e tornou-se um dos pilares da equipe de super-heróis conhecida como Os Defensores. Uma Aasgardiana de nascimento, Valquíria, também conhecida por seu nome real, Brunnhilde, foi selecionada por Odin para liderar o Valkyrior . Entre seus outros aliases estão Barbara Denton-Norriss, Samantha Parrington, Sian Bowen e Annabelle Riggs - todos corpos que serviram de anfitrião ao espírito de Brunnhilde. Samantha Parrington, uma anfitriã precedente de Brunnhilde, mais tarde recebeu os poderes da Valkyrie e tornou-se um membro dos próprios Defensores. Uma aliada, e uma vez interesse amoroso de Thor, ela foi classificada em 30 º na lista da IGN "The Top 50 Avengers", e 65 º na lista da Comics Buyer's Guide das "100 mulheres mais sexy em quadrinhos".

## Poderes e Habilidades
- força sobre-humana
- velocidade sobre-humana
- resistência sobre-humana
- durabilidade sobre-humana
- longevidade mediunidade com os espíritos dos mortos

## Outras Mídias
Entre suas aparições na mídia, ela apareceu em Hulk Vs. Thor dublada por Nicole Oliver, Thor: Tales of Asgard dublada por Cathy Weseluck. A personagem faz sua estréia em live-action no Universo Marvel Cinematográfico, no filme Thor: Ragnarok, interpretada por Tessa Thompson. Inspirados na versão interpretada por Tessa Thompson, o roteirista  Saladin Ahmed e o desenhista Javier Rodriguez criaram uma nova Valquíria para série Exilados.